# Fofão
Fofão va ser un personatge fictici del desaparegut programa de televisió infantil brasiler Balão Mágico i TV Fofão.
Va ser interpretat per l'actor i còmic Orival Pessini (1944-2016) i va esdevenir molt popular entre els nens brasilers a la dècada del 1980, arribant a tenir fins i tot un programa propi, a més de discos, ninots i diversos productes amb llicència.

## Història
El personatge Fofão era un extraterrestre nascut al planeta fictici anomenat «Fofolândia». Creat i interpretat per Orival Pessini, Fofão va fer la seva primera aparició a la televisió l'any 1983, al programa matinal infantil Balão Mágico, a Rede Globo. Inicialment no parlava i només feia sons que eren interpretats per Simony. Amb l'èxit del personatge, que guanyava cada cop més espai al programa, Orival Pessini va crear el ninot Fofinho, una rèplica en miniatura de Fofão.
Fofão va tenir tant d'èxit que, amb el final del programa global l'any 1986, va guanyar el seu propi programa diari, TV Fofão, a Rede Bandeirantes, on presentava còmics d'humor, cançons, sortejos i dibuixos animats. El seu programa a Rede Bandeirantes va estar en antena durant gairebé quatre anys, del 1986 al 1989. La seva programació incloïa dibuixos animats de Hanna-Barbera, musicals i còmics. El personatge també va ser el protagonista d'una pel·lícula, el llargmetratge Fofão e a Nave sem Rumo, de 1988, dirigida per Adriano Stuart.
El programa TV Fofão va tornar a ser mostrat per Rede Bandeirantes entre 1994 i 1996. El 1996, el programa va tenir un breu període a TV Gazeta, quan encara mantenia una col·laboració amb la CNT.
Orival Pessini va gestionar l'empresa Fofão Produtos e Merchandising, Ltda. Amb l'èxit del personatge, es van publicar diversos àlbums i productes amb el seu nom.
El 2013, el personatge va celebrar els 30 anys de la seva creació i va fer espectacles per tot el Brasil, després d'haver cantat junt amb d'Ivete Sangalo a Fortal, un carnaval fora de temporada celebrat a Fortaleza, i presentacions especials al costat del personatge Kiko de la sèrie El Chavo del Ocho. interpretat per l'actor Carlos Villagrán.
L'any 2014, Fofão (Orival Pessini) va ser convidat per l'escola de samba Rosas de Ouro a desfilar per l'avinguda, portant el tema «Inoblidable», que mostrava les etapes de la vida d'un ésser humà des de la infància fins a la vellesa, recordant personalitats que van marcar la vida de molta gent, i honrar-los.
L'any 2015 es va publicar el DVD #FofãoForever pel segell discogràfic MCD, produït per Orival Pessini i dirigit per Saulo Ribas, amb 10 nous clips musicals de reinterpretacions de cançons que van marcar la trajectòria del personatge. Els nous clips formen part d'un projecte més gran, que pretén rescatar el personatge per als nens. A més, la discografia del personatge va ser reeditada en format digital a les principals botigues.
El 14 d'octubre de 2016, Orival Pessini, el creador de Fofão, va morir d'un càncer de melsa.

## Discografia

### Àlbums d'estudi
| Any  | Àlbum              | Companyia discogràfica |
| ---- | ------------------ | ---------------------- |
| 1984 | Disco do Fofão     | RGE                    |
| 1985 | Disco do Fofão 2   | RGE                    |
| 1986 | Som & Fantasia     | 3M                     |
| 1987 | Doce Caramelo      | 3M                     |
| 1988 | Fofão              | RGE                    |
| 1989 | Fofão              | RGE                    |
| 1990 | Fofão              | RGE                    |
| 1996 | TV Fofão           | RGE                    |
| 1998 | O Coco do Coqueiro | Paulinas COMEP         |

### Col·leccions
| Any  | Àlbum             | Companyia discogràfica |
| ---- | ----------------- | ---------------------- |
| 1987 | O Melhor do Fofão | RGE                    |

### Senzills
| Any  | Àlbum               | Companyia discogràfica |
| ---- | ------------------- | ---------------------- |
| 1985 | Guerra nas Estrelas | RGE                    |
| 1985 | Mundo Novo          | RGE                    |

## Video

### DVD
| Any  | DVD           | Companyia discogràfica |
| ---- | ------------- | ---------------------- |
| 2015 | #FofãoForever | MCD                    |

## Aparicions

### Televisó
| Any       | Programa                  | Emissora     |
| --------- | ------------------------- | ------------ |
| 1983-1986 | Balão Mágico              | Rede Globo   |
| 1986-1989 | TV Fofão                  | Bandeirantes |
| 1994-1996 | TV Fofão                  | Band         |
| 1996-1998 | TV Fofão                  | CNT/Gazeta   |
| 2008-2010 | Uma Escolinha muito Louca | Band         |
| 2011-2013 | Escolinha do Gugu         | RecordTV     |

### Pel·lícules
| Any  | Pel·lícula              | Pel·lícula |
| ---- | ----------------------- | ---------- |
| 1988 | Fofão e a Nave sem Rumo | IMDb       |

### Còmic
Entre 1987 i 1989, durant els primers anys del programa TV Fofão, es va publicar una sèrie de revistes de còmics anomenats Fofão em Quadrinhos (Fofão en Còmics). La revista va ser editada per Editora Abril i va tenir una durada de 24 edicions. El projecte formava part del personatge mediàtic, amb la producció de l'estudi Fofão Produtos e Merchandising Ltda. Orival Pessini va signar els textos del personatge en còmics i també va formar part de la junta de la seva productora junt amb Álvaro Gomes.

### Animació
El juny de 2014 es va anunciar que es produiria una sèrie de dibuixos animats basada en Fofão. El projecte va formar part del retorn del personatge als mitjans de comunicació amb la producció de Farofa Studios. No obstant això, des de l'any de l'anunci, el projecte s'ha anat arxivant al llarg dels anys, probablement després de la mort d'Orival Pessini, que havia determinat que els seus personatges no podien ser interpretats per cap altre actor després de la seva mort.

## El seu llegat

### Llegendes urbanes
Les llegendes urbanes relacionades amb el ninot del personatge es van fer molt populars entre el públic brasiler durant les dècades del 1980 i 1990. La llegenda principal afirmava que el ninot tenia un ganivet o un punyal amagat a dins i l'utilitzava per a rituals. El ninot fins i tot s'ha comparat amb Chucky de la sèrie de pel·lícules de terror Child's Play. En els últims anys, el misteri es va confirmar parcialment quan es va revelar que el ninot tenia un objecte de plàstic dur punxegut com a medul·la espinal que serveix de suport del seu cap.

### Carreta Furacão
El 2016, Fofão va tornar a les notícies amb Carreta Furação, protagonitzada per diversos personatges no autoritzats de diferents franquícies d'arreu del món. Juntament amb altres personatges llegendaris com Popeye, el Capità Amèrica i Mickey Mouse, els artistes ambulants Carreta Furação van fer actuacions a diverses ciutats del Brasil, realitzant acrobàcies i balls diversos mentre acompanyaven un tren amb pneumàtics propulsats per combustió. Fofão és considerat el líder de Carreta Furação i impressiona més que els altres personatges, per les seves habilitats acrobàtiques i el seu estil rítmico-musical únic. El personatge va ser recreat com a Fonfon, però els hereus d'Orival Pessini els van demandar per plagi.